# Phragmidium acuminatum
Phragmidium acuminatum är en svampart som först beskrevs av Elias Fries, och fick sitt nu gällande namn av Mordecai Cubitt Cooke 1871. Phragmidium acuminatum ingår i släktet Phragmidium och familjen Phragmidiaceae.   Inga underarter finns listade i Catalogue of Life.